# Eugen von Halácsy
Eugen von Halácsy  (o Jenő Halácsy) ( 1842 - 1913) fue un botánico y médico austriaco de ascendencia húngara.
En 1865 se doctoró en Medicina, en Viena, ejerciendo esa profesión hasta 1896, en que pasa a ser consultor médico. Y también se inclina por la Botánica, trabajando con la flora de Grecia.
En 1912, la Universidad de Atenas lo nombra doctor honoris causa
Su importante herbario se conserva en la Universidad de Viena.

## Obra
- Conspectus florae Graecae / 1. Lipsiae: Engelmann, 1901[1]

- Conspectus florae Graecae / 2. Lipsiae: Engelmann, 1902[1]

- Conspectus florae Graecae / 3. Lipsiae: Engelmann, 1904[1]

- Botanische Ergebnisse einer im Auftrage der Hohen Kaiserl Akademie der Wissenschaften unternommenen Forschungsreise in Griechenland. Viena, en Commission de F. Tempsky, 1894[2]

- Flora von Niederösterreich. Zum Gebrauche auf Excursionen und zum Selbstunterricht bearbeitet von Eugen von Halácsy. Praga, F. Tempsky, 1896.[2]

- Flora Aegee. 1943

## Honores

### Eponimia
Especies (19 + 2)
- (Asteraceae) Pilosella halacsyi (Heldr. ex Hal.) Soják[3]

- (Rosaceae) Drymocallis halacsyana (Degen) Kurtto & Strid [4]

- (Rosaceae) Rosa halacsyi Heinr.Braun[5]

- (Scrophulariaceae) Verbascum halacsyanum Sint. & Bornm. ex Halácsy[6]
- La abreviatura «Halácsy» se emplea para indicar a Eugen von Halácsy como autoridad en la descripción y clasificación científica de los vegetales.[7]